# جيمس ماكسويل مودي
جيمس ماكسويل مودي (بالإنجليزية: James Maxwell Moody)‏ هو محامي وقاضي أمريكي، ولد في 1940.